# Metasia trophoessa
Metasia trophoessa là một loài bướm đêm trong họ Crambidae.